# Frédéric Marmillod
Frédéric Marmillod (né le 23 décembre 1909 à Naters et mort le 27 septembre 1979 sur la Dent d'Hérens) est un chimiste et alpiniste suisse. Il est l'un des pionniers de l'andinisme.

## Biographie
Frédéric Marmillod naît à Naters, dans le canton du Valais en 1909. Il grandit à Lausanne, où il étudie le génie chimique et obtient son doctorat à l'École polytechnique fédérale de Lausanne en 1934.
En 1934, il épouse Dora Eisenhut, surnommée « Dorly ». Ensemble, ils ont quatre filles. Entre 1938 et 1960, Frédéric Marmillod travaille pour la société Sandoz au Mexique dans divers pays d'Amérique du Sud. Durant ces années, il entreprend un grand nombre d'expéditions et de réalise plusieurs premières ascensions dans la cordillère des Andes ; Il est alors considéré comme l'un des principaux andinistes de son temps.
Il est accompagné dans la plupart de ses sorties en montagne par sa femme Dorly, qui prend part à nombre de premières ascensions. Elle est considérée comme l'une des pionnières de l'alpinisme féminin dans les Andes.
En 1948, Marmillod participe à l'expédition suisse dans la cordillère Blanche au Pérou, organisée par le Club alpin académique de Zurich. Ils réalisent plusieurs premières ascensions, dont celle du Nevado Santa Cruz.
De retour en Suisse en 1960, Frédéric et Dorly entreprennent de nombreuses randonnées en montagne dans les Alpes. Ils meurent de froid, lors d'une sortie à la Dent d'Hérens. Les sauveteurs retrouveront les corps gelés, blottis l’un contre l’autre.

## Ascensions notables
- 1938 (27 décembre), Nevado Juncal (en) (6 110 m), (Chili). Avec Dorly. Première ascension par une femme.
- 1939 (11 avril), Cerro Alto de los Leones (es) (5 445 m), (Chili). Avec Dorly et Carlos Piderit, première ascension.
- 1941 (9 mars), Frailes de Actopan (3 000 m), (Mexique). Avec Dorly, deuxième ascension, première ascension par une femme.
- 1943 (3 mars), Pic Cristóbal Colón (5 775 m), (Colombie). Avec Dorly, première ascension par une femme.
- 1943 (3 mars), Pic Simón Bolívar (5 775 m), (Colombie). Avec Dorly, première traversée depuis le pic Cristóbal Colón.
- 1943 (avril), Nevado del Tolima (5 215 m), (Colombie). Avec Dorly, première ascension par une femme.
- 1943 (31 décembre), Pico del Castillo (5 123 m), (Colombie). Avec Erwin Kraus, première ascension.
- 1944 (9 juillet), Rajuntay (en) (5 477 m), (Pérou). Avec Dorly, première ascension.
- 1945 (14 août), Milluacocha (en) (5 480 m), (Pérou). Avec Dorly, première ascension.
- 1948 (13 mars), Cerro Cuerno (5 462 m), (Argentine). Avec Dorly, première ascension par une femme.
- 1948 (20 juillet), Nevado de Santa Cruz (6 241 m), (Pérou). Avec Ali de Szepessy.
- 1953 (23 janvier), Aconcagua, sommet sud (6 930 m), (Argentine). Avec Dorly, Francisco Ibanez et Fernando Grajales, nouvelle route par la face ouest, première ascension.

### Sources et bibliographie
- Frédéric Marmillod, Deux ascensions dans les Andes chiliennes, Club Alpin Suisse, 1940
- Frédéric Marmillod, Notes sur l'alpinisme au Mexique, Club Alpin Suisse, 1942
- Marc Turrell, Frédéric et Dorly Marmillod : Carnet des Andes 1938-1958, Zurich, Éditions Slatkine, 2015